# Benavarre
|  | Aquest article tracta sobre un paratge de l'Alt Urgell. Si cerqueu el municipi ribagorçà, vegeu «Benavarri». |

Benavarre és un paratge i una llau situat al poble de Bellestar, al municipi de Montferrer i Castellbò. És una zona plana a uns 840 metres d'altitud, situada a la fi del Serrat Roi, i que resta per damunt de la plana de la Seu, ja que aquesta està a uns 720 metres en aquesta zona, el desnivell és força pronunciat. Al sud de Benavarre es troba el paratge de Navaners, també a Bellestar, que és una mena de continuació de la plana de Benavarre, allà també comença el Serrat del Corb.
Benavarre, Navaners, el Serrat de Navaners i el Serrat del Corb a més de 800 metres tots ells, separen la Seu d'Urgell i la part baixa de Castellciutat de la riba de la Mare de Déu de la Trobada (720 m) i del propi poble, que resta a un turó a la riba esquerra del riu.
Abans de la construcció de les carreteres, la comunicació de Bellestar amb la Seu es feia via el camí de Benavarre. Actualment, el camí és la via més recta per arribar a la Seu, ja que la carretera torna endarrere fins a la cruïlla de Montferrer per després pujar de nou cap a la Seu, però el desnivell de pujada a Benavarre des de Bellestar i després de baixada fins a la Seu en fan dificultós el pas dels cotxes. En l'actualitat, l'antic camí de Benavarre serveix de ruta btt (bicicletes). També a Benavarre es troba l'abocador de la mancomunitat de l'Urgellet (la Seu d'Urgell i voltants).
Benavarre és el límit natural, exactament la llau de Benavarre dels municipis de la Seu d'Urgell i Montferrer i Castellbò. A principis de la dècada de 1990, els dos consistoris van tenir certes discussions sobre la delimitació del terme municipal i tècnics de la Generalitat hagueren d'intervenir.